# Ingeborg Theek
Ingeborg Theek (* 2. Dezember 1917 in Sauen oder 2. Dezember 1918 in Berlin; † Mai 2011 in Baden-Baden) war eine deutsche Schauspielerin.

## Leben
Ingeborg Theek wurde als Tochter des Pfarrers Bruno Theek und dessen Ehefrau Gertrud Rassow im märkischen  Sauen geboren. Sie war eine Großnichte des Theologen Adolf von Harnack. Als Entdeckung von Willi Forst spielte sie in nur zwei Spielfilmen mit, Mazurka im Jahr 1935 (mit Albrecht Schoenhals und Paul Hartmann) und in Urlaub auf Ehrenwort 1937 (mit Berta Drews, René Deltgen, Carl Raddatz und Rolf Moebius), erlangte hiermit aber recht große Popularität an der Seite der Stars jener Jahre. Später ging Theek in die Schweiz um Kunstgeschichte und Philosophie zu studieren. Schließlich wanderte sie in die USA aus und arbeitete ehrenamtlich bei den Vereinten Nationen. Dort trat sie auch ein letztes Mal als Schauspielerin in der kurzlebigen Daily Soap The Egg and I in Erscheinung.

## Filmografie
- 1935: Mazurka
- 1938: Urlaub auf Ehrenwort
- 1952: The Egg and I (Soap Opera)